# Christophe Kempé
Christophe Kempé, född 2 maj 1975 i Aubervilliers, är en fransk tidigare handbollsspelare (mittsexa). Han var med och tog OS-guld 2008 i Peking.

## Klubbar
- Paris SG-Asnières (1992–1995)
- USAM Nîmes (1995–1996)
- Sporting Toulouse 31 (1996–1999)
- CD Bidasoa (1999–2001)
- Fenix Toulouse HB (2001–2010)